# كمال بداري
كامل بداري، ولد عام 1960 في مدينة بسكرة، متحصل على شهادة الدكتوراه في علوم في في الفيزياء والرياضات جزائري، يشغل حاليًّا منصب وزير التعليم العالي والبحث العلمي.https://www.mesrs.dz/wp-content/uploads/2022/09/cv-ministre-Badari-AR.pdf

== مسيرته المهنية ==
تولى إدارة العديد من المؤسسات:
- منذ سبتمبر 2022: وزير جزائري للتعليم العالي والبحث العلمي
- من 2017 إلى سبتمبر 2019، رئيس جامعة محمد بوضياف بالمسيلة
- منذ 2016: رئيس اللجنة الوطنية لتكوين أساتذة التعليم العالي
- من أغسطس 2016 إلى يونيو 2017: مدير دراسات بوزارة التعليم العالي (الجزائر)
- من 2012 إلى 2016: مدير جامعة محند آكلي أولحاج – جامعة البويرة (الجزائر)
- من 2000 إلى 2012: عميد كلية العلوم بجامعة محمد بوقرة ببومرداس
- من يوليو 1998 إلى سبتمبر 2000: نائب مدير جامعة محمد بوقرة ببومرداس
- من 1990 إلى 1993: رئيس قسم الجيوفيزياء للظواهر العشوائية بالمعهد الوطني للمحروقات ببومرداس (الجزائر)
- في 1988: مؤسس ومدير مخبر فيزياء الأرض بالمعهد الوطني للمحروقات ببومرداس

== مسيرته الدراسية ==
1978: بكالوريا شعبة علوم بثانوية بن مهيدي بسكرة.
1983: مهندس دولة في الجيوفيزياء "الأول في الدفعة" بالمعهد الوطني للمحروقات ببومرداس.
1987: دكتوراه في الفيزياء والرياضيات معهد فيزياء الأرض، بأكاديمية العلوم
بالإتحاد السوفياتي، موسكو.
1988: دكتوراه دولة "معادلة" من طرف وزارة التعليم العالي والبحث العلمي الجزائر.
1991: دكتوراه دولة علوم في الفيزياء والرياضيات، من معهد فيزياء الأرض، أكاديمية العلوم
بالإتحاد السوفياتي، موسكو.
== المراجع ==
1. ↑  https://www.mesrs.dz/wp-content/uploads/2022/09/cv-ministre-Badari-AR.pdf نسخة محفوظة 2022-10-27 على موقع واي باك مشين.
2. ↑  "السيرة الذاتية للأستاذ الدكتور كمال بداري وزير التعليم العالي" (PDF). وزارة التعليم العالي والبحث العلمي الجزائري. مؤرشف من الأصل (PDF) في 2022-10-27.

السيرة الذاتية للدكتور كمال بداري
https://www.mesrs.dz/wp-content/uploads/2022/09/cv-ministre-Badari-AR.pdf